# Chiesa di San Lorenzo (Arcidosso)
La chiesa di San Lorenzo si trova nell'omonima località del comune di Arcidosso.

## Storia
Attestata già nel 1067, fu probabilmente fondata su una cella benedettina di competenza dell'abbazia di San Salvatore. La chiesa, trasformata in una stalla, fu riscoperta intorno al 1955 da Anna Pessina, maestra di San Lorenzo, la quale, molto religiosa, la ripulì e la fece riconsacrare.

## Descrizione
L'architettura romanica risale al XII-XIII secolo e presenta una sola navata con abside semicircolare.
La facciata, con portale a tutto sesto, mostra tracce dell'originale paramento murario a filaretto, mentre nell'abside si notano tre monofore strombate tamponate. All'interno, coperto a capriate, nella parete dell'abside si trova un affresco raffigurante il Miracolo del latte di San Bernardo di Chiaravalle ed altri Santi.